# Hyposiccia
Hyposiccia is een geslacht van vlinders van de familie spinneruilen (Erebidae), uit de onderfamilie Arctiinae.

## Soorten
- H. amnaea Swinhoe, 1894
- H. mesozonata Hampson, 1898
- H. punctigera Leech, 1899